# 이기택 (배우)
이기택은 대한민국의 배우이자 모델이다. 악마판사, 꽃 피면 달 생각하고, 삼남매가 용감하게 등의 드라마에 출연했다.

## 참여 작품

### 드라마
- 《악마판사》 (2021년, tvN)
- 《꽃 피면 달 생각하고》 (2021년, KBS2) - 태선 역

- 《삼남매가 용감하게》 (2022년, KBS2)

- 《나의 해피엔드》 (2023년, TV조선)

- 《나미브》 (2024년, ENA) - 크리스 역

방송
2025 kbs 《우리말 겨루기》 진행